# وليام غ. كونلي
وليام غوستافوس كونلي(بالإنجليزية: William Gustavus Conley) وهو سياسي أمريكي ينتمي إلى الحزب الجمهوري ولد وليام غوستافوس كونلي في 8 كانون الثاني - يناير من سنة 1866 مدينة كينغوود بولاية فرجينيا الغربية حصل كونلي على شهادة القانون من جامعة فرجينيا الغربية في سنة 1893 . شغل وليام غوستافوس كونلي منصب المدعي العام في ولاية فرجينيا الغربية مابين عامي 1908 إلى عام 1913 . في سنة 1929 أصبح كونلي حاكما على ولاية فرجينيا الغربية وقد شغل كونلي منصب الحاكم إلى سنة 1933 . توفي وليام غوستافوس كونلي في 21 تشرين الاول - أكتوبر من سنة 1940 في مدينة تشارلستون بولاية فرجينيا الغربية.